# Ismaila Ceesay
Ismaila Ceesay ist ein gambischer Politikwissenschaftler, Hochschullehrer und Politiker.

## Werdegang
Ceesay kam in Brikama zur Welt und wuchs dort, aber auch in Sierra Leone und Schweden auf. In den 1990er Jahren nahm er zusätzlich die schwedische Staatsbürgerschaft an, legte diese aber 2021 wieder ab. Er studierte von 2003 bis 2007 Politikwissenschaft an der Universität Stockholm und schloss das Studium mit einem Bachelor ab. Anschließend erwarb er von 2008 bis 2009 an der Universität Edinburgh einen Master in Afrikastudien und von 2011 bis 2016 einen PhD im gleichen Fach.
Seit 2010 ist er Lecturer bzw. Senior Lecturer für Politikwissenschaft und afrikanische Politik an der Universität von Gambia und Leiter der Abteilung Politikwissenschaft. Seit 2018 ist er Direktor des Masterstudiengangs Internationale Beziehungen und Diplomatie. Als Gastprofessor war an der Vrije Universiteit Brussel und an der Universität Edinburgh. 2023 wurde er zum Gastprofessor für Fremdsprachen an der Zhejiang Normal University in Jinhua, Volksrepublik China ernannt.
Im November 2019 gründete er mit Faffie Diab und Dominic Mendy eine neue Partei, die Citizens’ Alliance (CA). Im November 2020 wurde er von seiner Partei als Kandidat für die Präsidentschaftswahl 2021 nominiert. Seine Kandidatur wurde jedoch im November 2021 von der Wahlbehörde Independent Electoral Commission wegen angeblich fehlender Unterstützungsunterschriften nicht zugelassen.
Obwohl er im Januar 2018 nach kritischen Äußerungen über die Politik von Präsident Adama Barrow kurzfristig verhaftet wurde, gab er im Oktober 2022 als Vorsitzender der CA bekannt, dass seine Partei für die bevorstehenden Regionalwahlen ein Bündnis mit Barrows Partei NPP geschlossen habe und die Politik Barrows unterstützt werde.
Am 15. März 2024 berief Barrow ihn im Zuge einer Kabinettsumbildung zum Minister für Information.
Ceesay ist verheiratet und hat drei Töchter. Er spricht neben Englisch auch Aku, Mandinka, Schwedisch und Wolof.